# 99. pehotni polk (Italija)
99. pehotni polk Treviso (izvirno italijansko 99º Reggimento fanteria) je bil pehotni polk Kraljeve italijanske kopenske vojske.

## Zgodovina
Med prvo svetovno vojno je bil polk aktiven na soški fronti